# Turkse gendarmerie
De Turkse gendarmerie werd opgericht rond 1839 in het voormalige Ottomaanse rijk. In vredestijd staat de gendarmerie onder gezag van de overheid, in oorlogstijd onder bevel van het leger. De gendarmerie is te vergelijken met de Koninklijke Marechaussee en de Franse Gendarmerie Nationale.
Turkse landmacht · Turkse luchtmacht · Turkse marine · Turkse gendarmerie · Turkse kustwacht